# Lista membrilor Consiliului Național Român al Bucovinei
Aceasta este o listă cu membrii Consiliului Național Român al Bucovinei, înființat în 27 octombrie 1918 în Cernăuți, prin Moțiunea Adunării Constituante a Bucovinei.
„Spre a conduce poporul român din Bucovina și a-i apăra drepturile și spre a stabili o legătură strânsă între toți românii”,  moțiunea respectivă a prevăzut instituirea unui Consiliu Național format din 50 de membri. Numărul membrilor Consiliului Național Român a fost mărit în perioada următoare prin cooptare, astfel încât la ședința Congresului General al Bucovinei din 15/28 noiembrie 1918, din partea Consiliului au participat 74 delegați.
| Nr. | Nume                          | Dată includere în Consiliul Național | Funcție în Consiliul Național      | Participare la Congresul General al Bucovinei | Mențiuni |
| --- | ----------------------------- | ------------------------------------ | ---------------------------------- | --------------------------------------------- | --- |
|     | Iancu Flondor                 | 27.10.1918                           | Președinte al Comitetului Executiv | Da                                            | A demisionat la 12 noiembrie 1918 din Comitetul Executiv, fiind nominalizat în Consiliul Secretarilor de Stat |
|     | Vasile Bodnărescu             | 27.10.1918                           |                                    |                                               | |
|     | Nicu Flondor                  | 27.10.1918                           |                                    |                                               | |
|     | Dimitrie Dan                  | 27.10.1918                           |                                    |                                               | |
|     | Constantin Isopescu-Grecul    | 27.10.1918                           |                                    |                                               | |
|     | George Grigorovici            | 27.10.1918                           |                                    |                                               | |
|     | Alexandru de Hurmuzaki        | 27.10.1918                           |                                    |                                               | |
|     | Sextil Pușcariu               | 27.10.1918                           |                                    |                                               | |
|     | Aurel Onciul                  | 27 .10.1918                          |                                    |                                               | |
|     | Dorimedont Popovici           | 27.10.1918                           |                                    |                                               | |
|     | Eusebiu Popovici              | 27.10.1918                           |                                    |                                               | |
|     | Gheorghe Sârbu⁠(cs)[traduceți] | 27.10.1918                           |                                    |                                               | |
|     | Gheorghe Balmoș               | 27.10.1918                           |                                    |                                               | |
|     | Gheorghe Băncescu             | 27.10.1918                           |                                    |                                               | |
|     | Dionisie Bejan                | 27.10.1918                           |                                    |                                               | |
|     | Gheorghe Boncheș              | 27.10.1918                           |                                    |                                               | |
|     | Dimitrie Bucevschi            | 27.10.1918                           |                                    |                                               | |
|     | Ion Candrea                   | 27.10.1918                           |                                    |                                               | |
|     | Cornel Clain                  | 27.10.1918                           |                                    |                                               | |
|     | Toader Cudla                  | 27.10.1918                           |                                    |                                               | |
|     | Octavian Gheorghian           | 27.10.1918                           |                                    |                                               | |
|     | Cornel Homiuca                | 27.10.1918                           |                                    |                                               | |
|     | Mihai Iacoban                 | 27.10.1918                           |                                    |                                               | |
|     | Ioan Iliuț                    | 27.10.1918                           |                                    |                                               | |
|     | Constantin Jescu              | 27.10.1918                           |                                    |                                               | |
|     | Toader Leuștean               | 27.10.1918                           |                                    |                                               | |
|     | Florea Lupu                   | 27.10.1918                           |                                    |                                               | |
|     | Vasile Marcu                  | 27.10.1918                           |                                    |                                               | |
|     | Nicolae Mihalescu             | 27.10.1918                           |                                    |                                               | |
|     | Constantin Niculiță-Popovici  | 27.10.1918                           |                                    |                                               | |
|     | Ilie Odochian                 | 27.10.1918                           |                                    |                                               | |
|     | Alecu Procopovici             | 27.10.1918                           |                                    |                                               | |
|     | Romul Reuț                    | 27.10.1918                           |                                    |                                               | |
|     | Ștefan Saghin                 | 27.10.1918                           |                                    |                                               | |
|     | Gheorghe Șanaru               | 27.10.1918                           |                                    |                                               | |
|     | Vasile Alboi Șandru           | 27.10.1918                           |                                    |                                               | |
|     | Radu Sbiera                   | 27.10.1918                           |                                    |                                               | |
|     | Modest Scalat                 | 27.10.1918                           |                                    |                                               | |
|     | Teofil Simionovici            | 27.10.1918                           |                                    |                                               | |
|     | Ipolit Tarnavschi             | 27.10.1918                           |                                    |                                               | |
|     | Gheorghe Teleagă              | 27.10.1918                           |                                    |                                               | |
|     | Victor Tomașciuc              | 27.10.1918                           |                                    |                                               | |
|     | Laurențiu Tomoioagă           | 27.10.1918                           |                                    |                                               | |
|     | Aurel Țurcan                  | 27.10.1918                           |                                    |                                               | |
|     | Nicu Vasilovschi              | 27.10.1918                           |                                    |                                               | |
|     | Gheorghe Voitcu               | 27.10.1918                           |                                    |                                               | |
|     | Aurel Voronca                 | 27.10.1918                           |                                    |                                               | |
|     | Toader Zanea                  | 27.10.1918                           |                                    |                                               | |